# Den Iberiske Halvø
Den Iberiske Halvø (også kaldt Den Pyrenæiske Halvø) ligger i det sydvestligste Europa. Den er afgrænset af Middelhavet mod syd og øst og af Atlanterhavet mod nord og vest. Pyrenæerne danner den nordøstlige grænse af halvøen og forbinder den med resten af Europa. Ved Gibraltar i den sydligste del er den Iberiske Halvø tæt ved Afrika. Gibraltar-strædet adskiller halvøen fra Marokko på det afrikanske fastland i en bredde af 14 km. Halvøen dækker 582.925 km². Dens geografiske centrum ligger i bjergkæden Cerro de los Ángeles. Den længste flod er Tajo, der er 1.007 km lang (med 731 km i Spanien og 275 km i Portugal). Det højeste punkt på den iberiske halvø er bjerget Mulhacén (3.482 m), befinder sig mod syd i bjergmassivet Sierra Nevada (i Andalusien). Geologisk set er det kendetegnende for den Iberiske halvø, at den største del af fastlandet består af en højslette, den Kastillanske højslette, der har en gennemsnitlig højde over havet på ca. 600 m. De nordlige, nordvestlige og vestlige kyster er klippefyldte og forrevne, modsat de østlige, sydøstlige og sydlige, der er mere blide. 

## Lande og territorier
Politiske mellemplader af Den Iberiske Halvø sorteret efter område:
- Spanien, fylder det meste af halvøen inklusiv midten samt den østlige og nordlige del.
- Portugal, fylder det meste af den vestlige del af halvøen.
- Andorra, er et lille fyrstedømme i den nordlige kant af halvøen i Pyrenæerne mellem Spanien og Frankrig
- Gibraltar er et lille britisk oversøisk territorium i syden, med grænse til Spanien

## Historie
De første beboere (bortset fra neandertalere og Cro-Magnon-mennesker) var antagelig ibererne. Navnet "den iberiske halvø", kommer af floden ”Íber”, som muligvis er den nuværende Ebro, men det kan også dreje sig om Guadalquivir eller andre floder i Huelvaområdet. Tekster fra antikken nævner en flod, Iberus og et folk, som kaldes iberer. Allerede på den tid begyndte grækerne at kalde halvøen for Iberia.
Senere kom kolonier af carthageniensere og romere til, og det var romerne, der først kaldte halvøen for ”Hispania”.
Da det vestromerske rige brød sammen, slog visigoterne sig ned på halvøen, indtil de blev fordrevet af maurerne, som kaldte landet Al Andalus.
I Middelalderen var halvøen opdelt i mange småstater, dels muslimske og dels kristne. I syv århundreder blev den iberiske halvø et betydningsfuldt centrum for Islamisk kultur, indtil det sidste tilholdssted, Granada, faldt i 1492.
Derefter blev landene på den iberiske halvø, Spanien og Portugal, udgangspunkt for opdagelsesrejser og store koloniriger i fremmede verdensdele. Det skabte stor rigdom, men også betydelig inflation, og rigerne tabte efterhånden momentum i den europæiske ekspansion.
Begge lande stod uden for verdenskrigene, men måtte gennemleve lange perioder under diktatur. I dag er den iberiske halvø en integreret del af EU med demokratisk styre.

## Sprog

### Spanien
- Spansk eller castillansk
- Catalansk eller català i delstaten Catalonien, Valencia og Balearerne
- Galicisk eller gallego i Galicien
- Baskisk ller euskara i Baskerlandet og visse områder af Navarra
- Aransk (Occitansk) eller aranés i Aran-dalen i Catalonien

### Portugal
- Portugisisk

### Andorra
- Catalansk

### Gibraltar
- Engelsk

## UNESCOs Verdensarvsliste på den iberiske halvø
UNESCOs liste viser, at denne halvø har været historisk, kulturelt og økonomisk betydningsfuld i årtusinder.

### Portugal
- Alto Douro vinområde
- Den centrale del af byen Angra do Heroísmo på Terceira øen i Azorene
- Kristi kloster i Tomar
- Kulturlandskabet i Sintra
- Det historiske centrum i Évora
- Det historiske centrum i Guimarães
- Det historiske centrum i Oporto
- Landskabet omkring Pico øen: vingårde
- Laurisilvaskovene på Madeira
- Klostret Alcobaça
- Klostret Batalha
- Eremitklostret og Belemtårnet i Lisabon
- Forhistorisk kunst i området ved Côadalen

### Spanien
- Granada: Alhambra, Generalife and Albayzin
- Altamiragrotten
- Aranjuez: Kulturlandskab
- Den arkæologiske helhed i Merida
- Den arkæologiske helhed i Tarraco i Tarragona, Catalonien
- Det arkæologiske udgravningsområde ved Atapuerca
- Burgos domkirke
- Catalonske, romanske kirker i Vall de Boi, Catalonien
- Sevilla: domkirken, Alcazar og Archivo de Indias
- Doñana nationalpark
- Garajonay nationalpark
- Det historiske centrum i Cordoba
- Det historiske centrum i Toledo
- Den historiske, befæstede by, Cuenca
- Ibiza: Biodiversitet og kultur
- Lonja de la Seda i Valencia
- Medulas
- Klostret og området El Escorial ved Madrid
- Monumenter i Oviedo og Kongeriget Asturien
- Mudejararkitektur i Aragonien
- Den gamle bydel i Salamanca
- Den gamle bydel i Ávila, med kirkerne uden for murene
- Den gamle bydel i Cáceres
- Den gamle bydel i Segovia og dens akvædukt
- Palmeskoven ved Elche
- Parc Güell, Palau Güell og Casa Milà i Barcelona
- Pobletklostret, Catalonien
- Middelhavsstenkunst på den Iberiske halvø
- Lugo: Romerske mure
- Pilgrimsvejen til Santiago de Compostela
- Det kongelige kloster Santa Maria de Guadalupe
- San Cristobal de La Laguna
- San Millan Yuso og Suso klostrene
- Den gamle bydel i Santiago de Compostela
- Palau de la Música Catalana og Hospital de Sant Pau i Barcelona
- Universitetet og det historiske område ved Alcalá de Henares
- Úbeda-Baeza: todelt by, kulturel enhed